# 울릉분지

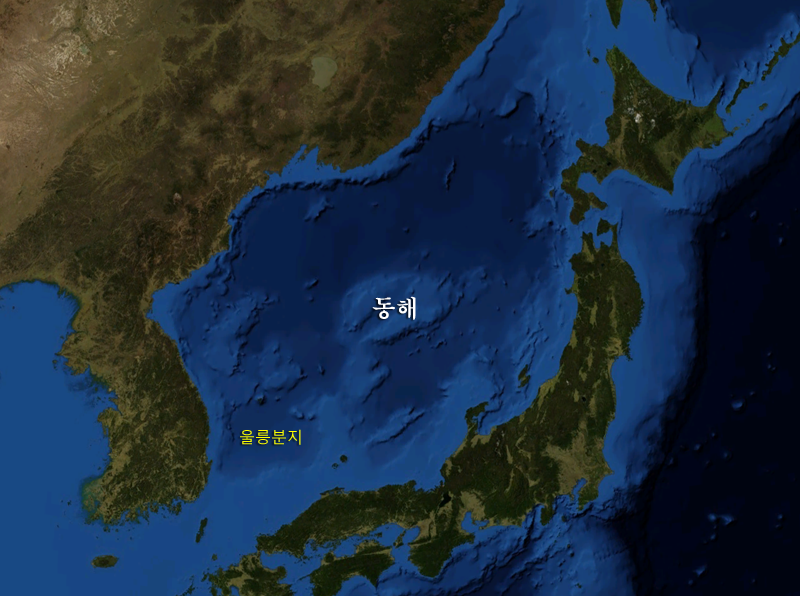
울릉분지의 위치

울릉분지(鬱陵盆地, 영어: Ulleung Basin)는 동해의 남서쪽, 울릉도와 독도의 남측에 위치한 해저분지이다.

## 개요
'울릉'이란 명칭은 대한민국의 울릉도에서 차용한 것으로, 이 명칭을 통해 울릉분지의 위치를 쉽게 파악할 수 있다.

이 해역은 대한민국과 일본이 각각 주장하는 배타적 경제 수역이 일부 겹치고 있다.
1978년, 일본이 국제 수로 기구에 쓰시마 분지(일본어: 対馬海盆, 영어: Tsushima Basin)라는 명칭으로 등재했다. 하지만 이는 정식 공인 절차를 거치지 않은 것으로 확인됐다.
대한민국에서는 2002년 출범한 해양수산부(현 국토해양부) 산하의 해양지명위원회가 2005년 11월 울릉분지라는 명칭을 붙였다.
- 제정 해양지명 : 울릉분지
- 대표위치(WGS-84) : 37-00N 130-50E
- 범위 : 울릉도 남측으로 형성된 수심 약 2000m의 해저분지로서 남북의 길이가 약 100km, 동서간의 길이가 약150km이며, 서단은 36-52N, 130-00E, 남단은 36-27N, 131-00E, 동단은 37-00N, 131-50E, 북단은 37-22N, 130-54E(개위) 지점이다.

## 지질
동해는 가장 광범위하게 연구된 환태평양 조산대와 지진대에 형성된 배호분지로서 올리고세에서 마이오세 중기동안 대륙 열개로 인해 열리고(Jolivet et al., 1994; Kano etal., 2002), 북동방향의 주향이동단층에 의한 확장이나 부채꼴 열림의 결과로 발달하였다(Jolivet and Huchon, 1989). 동해는 마이오세 말기 이후 압축력 작용으로(Itoh et al., 2006) 천부 지진은 끝부분에서 발생하고, 큰 지진은 동부 주변부에서 빈번하게 발생하며, 중규모 지진은 한반도 남부의 동쪽 해안이나 일본 서부 주변부에서 발생한다(Kim et al., 2006). 대륙열개는 동해안에서 떨어진 울릉분지 내에서는 정단층을 발달시켰고, 분지 주변부에서는 판경계로부터 유도되는 압축응력에 의해 주향이동단층이나 역단층을 생성했다. 울릉분지 남부는 국부적인 압축력의 결과로 마이오세 후기 돌고래 구조를 따라 융기와 트러스트 단층이 발달한다. 울릉분지 내부는 분지의 축에 거의 평행한 다양한 정단층들을 보여주며(북-남 또는 북동-남서 방향), 퇴적층 내 단층 방향은 지구조적인 이벤트들에 의해 형성된 기반암 구조를 반영한다. 가장 큰 규모의 정단층은 비대칭 신장에 의해 형성된 불규칙한 분지 경계를 따라 발달하고 울릉분지 북동부에서는 해저화산이 화산기원 퇴적물의 중요한 기원이며, 화산활동으로 퇴적층 내에 정단층을 생성한다— 동해 지진 발생 해역 내 단층 분포 해석 시스템 구축

## 독도 해양조사 히스토리
2006년 4월, 대한민국은 국제수로기구에 울릉분지의 지명 등재를 신청할 계획이었으나, 일본이 이를 저지하기 위한 목적으로 독도 주변 해역에 대한 수로 탐사를 추진하면서, 양국 간 외교적 마찰을 불러왔다. 일본이 탐사 계획을 철회하고, 대한민국이 지명 등재를 연기하는 데 합의하면서 외교적 갈등은 일단 수습되었다.
2007년 6월, 대한민국은 국제수로기구에 울릉분지의 지명 등재를 신청하려던 계획을, 여건이 여의치 않아 다시 한번 유보했다.
이 해역은 해저 자원의 높은 잠재력으로 주목을 받고 있다. 2007년 11월에는 대규모의 가스 하이드레이트의 부존이 확인되었다. 울릉분지는 동해의 명칭,  독도와 더불어 한국과 일본 간의 민감한 외교적 문제로 남아 있다.

## 울릉단층
동해에는 울릉 단층, 후포 단층, 쓰시마-고토 단층 등 몇 개의 단층이 존재하며 이 중 울릉 단층은 울릉분지와 기반암의 서쪽 경계부에서 보고되었다. 1972년 처음 존재가 확인된 이 단층은 동해의 한가운데에 위치하며, 2004년, 2006년, 2013년 발생한 지진들은 모두 이 단층대 위에 위치하고 있다. 또한, 2019년 2월부터 4월까지 발생한 규모 4 안팎의 3회의 지진의 경우, 지진 전문가들은 울릉 단층을 따라 발생한 것으로 보고 있다.4월 19일의 규모 4.3의 지진은 북북서-남남동 방향의 역단층 운동 때문에 발생했다고 기상청은 전했다.